# Charles Vögele Holding

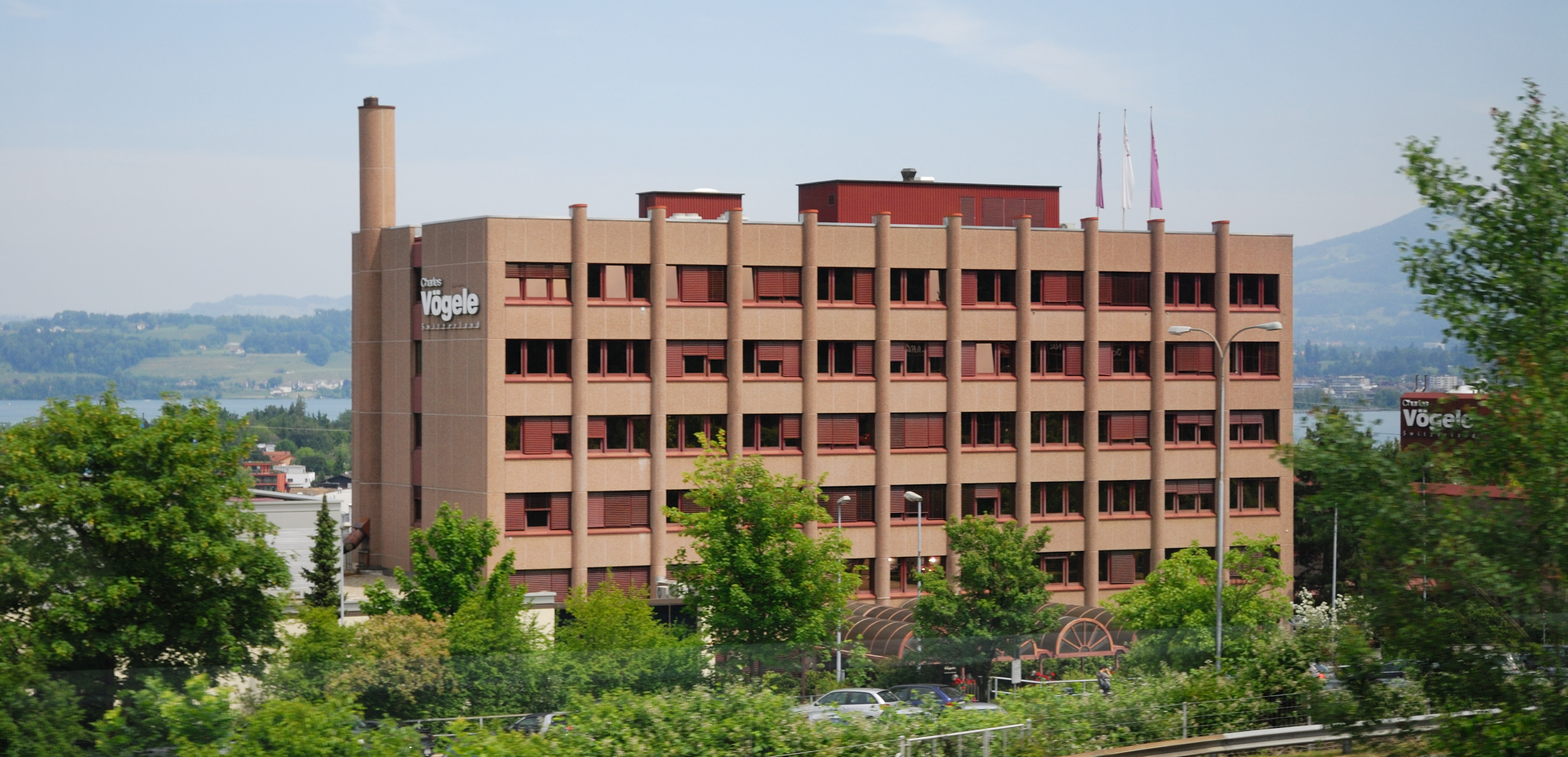
Ehemaliger Hauptsitz in Pfäffikon SZ, Gemeinde Freienbach

Die Charles Vögele Holding AG, auch Charles Vögele Gruppe, war von 1955 bis 2017 ein Schweizer Mode-Einzelhandelsunternehmen mit Sitz in Freienbach. Die Charles Vögele Gruppe war nach dem Börsengang 1999 einer der größten Bekleidungs-Einzelhändler in Europa und verfügte zuletzt über 759 Filialen mit Standorten u. a. in der Schweiz, Deutschland, Österreich, Belgien, den Niederlanden, Slowenien und Ungarn. 
Die Aktivitäten der Gruppe waren auf den stationären Bekleidungs-Einzelhandel in Europa für das Segment der qualitäts- und preisbewussten Familienhaushalte fokussiert. Das Sortiment von Vögele umfasste Oberbekleidung für Damen, Herren und Kinder. Über die Hälfte des Umsatzes wurde mit Damenmode erzielt. Das Kernsortiment wurde länderübergreifend in allen Filialen angeboten. Je nach Standort und Grösse einer Filiale wurde das Basissortiment durch zusätzliche Produktemodule ergänzt.

## Geschichte

### Bis 2010: Gründung und Aufstieg
Den Grundstein des Unternehmens legte Charles Vögele 1955 mit der Eröffnung eines Geschäfts für Roller- und Regenbekleidung in Zürich. Zusammen mit seiner Ehefrau Agnes Vögele-Anrig (* 1936; ∞ 1956) baute er die Charles Vögele GmbH zu einem internationalen Bekleidungshandelsunternehmen aus, das bis 1995 auch im Versandhandel tätig war. Ab den 1960er Jahren wurde ein umfangreiches Filialnetz in der Schweiz aufgebaut. 1979 expandierte Vögele durch Zukäufe nach Deutschland, 1994 nach Österreich, 2000 in die Niederlande und nach Belgien, 2005 nach Slowenien, 2006 nach Ungarn, Polen und Tschechien sowie 2011 nach Liechtenstein.
Im Jahr 1997 verkaufte Charles Vögele sein Unternehmen für eine Milliarde Schweizer Franken an die Schroders Group, die es 1999 als Charles Vögele Holding AG an die Schweizer Börse SIX Swiss Exchange brachte. Mit der Ablösung von Charles Vögeles Sohn Carlo (* 1957) als Verwaltungsrats-Präsident wurde 2005 der Wandel von der Familien- zur Publikumsgesellschaft auch im Verwaltungsrat vollzogen.
2006 gründete Charles Vögele mit den fünf Schweizer Unternehmen Coop, Denner, Manor, Migros und Valora die Interessengemeinschaft Detailhandel Schweiz (IG DHS), aus der das Unternehmen 2015 wieder austrat.
2008 stieg der Migros-Genossenschafts-Bund zusammen mit der Migros-Pensionskasse als reine Finanzbeteiligung bei der Charles Vögele Holding AG ein und steigerte seinen Anteil bis Dezember 2011 auf 25 Prozent. Am 27. April 2014 gab Migros bekannt, ihren Anteil auf 19,7 Prozent zu reduzieren. Anfang 2016 besassen der Migros-Genossenschafts-Bund und die Migros-Pensionskasse zusammen nur noch einen Anteil von ca. 10 Prozent. Die Beteiligung an Charles Vögele soll Migros am Ende einen Verlust von nahezu 100 Millionen Franken gekostet haben.

### Ab 2010: Niedergang

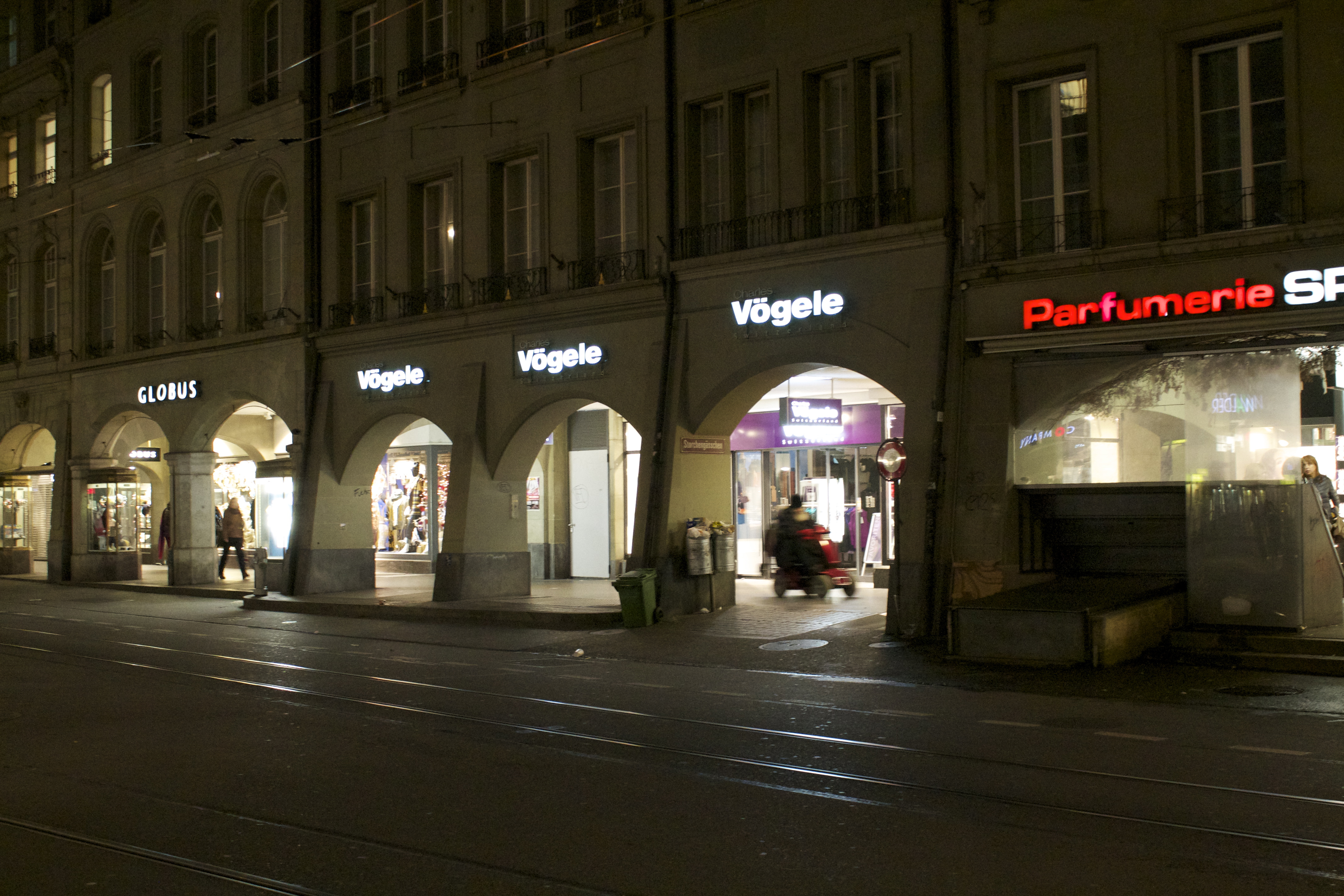
Vögele-Filiale in Bern, 2013

Vögele schrieb 2010 einen letzten operativen Gewinn, danach folgten jahrelange Umsatzverluste. Als wesentlicher Grund für den Umsatzschwund wurde das «biedere Image» der Marke Charles Vögele und die fehlende Strategie genannt. So habe Vögele zwar als seriös gegolten, Kompetenz in Sachen Mode habe es jedoch nicht ausgestrahlt. Einzig bei der Kindermode habe Vögele zuletzt die Wende geschafft. Mehreren Unternehmenschefs war es nicht gelungen, die anhaltenden Verluste der Charles Vögele-Gruppe zu stoppen und das Unternehmen auf eine jüngere Zielgruppe auszurichten. Daher wurde eine Zusammenarbeit mit der Vermarktungsagentur IMG etabliert. Die 2010 vom neuen CEO André Maeder gestartete Werbekampagne, mit den beiden als Testimonial eingesetzten spanischen Schauspielerinnen Penélope und Mónica Cruz und dem deutschen Schauspieler Til Schweiger wurde nach zwei Jahren wieder beendet. Langjährige ältere Verkäuferinnen und Filialleiterinnen, mit denen sich die meisten Kundinnen identifiziert hatten, waren zu diesem Zeitpunkt bereits entlassen, junges Personal in Deutschland angeworben worden. Die überwiegend ältere und ländliche Stammkundschaft wurde mit der versuchten Verjüngung verprellt. In der Folge wurde André Maeder im September 2011 entlassen. Eine neue Werbekampagne, die diesmal die ländliche Kundschaft ansprach, sollte das Unternehmen retten. Der Niedergang spiegelte sich auch im Aktienkurs wider: lag dieser 2011 noch bei 70 Franken, waren es im September 2016 nur noch sechs Franken. Der 2015 mit 15 Prozent eingestiegene Investor Teleios verkaufte seinen Anteil bereits 2016 mit Verlust, nachdem sich das Vögele-Management tiefgreifenden Veränderungen verwehrt hatte.

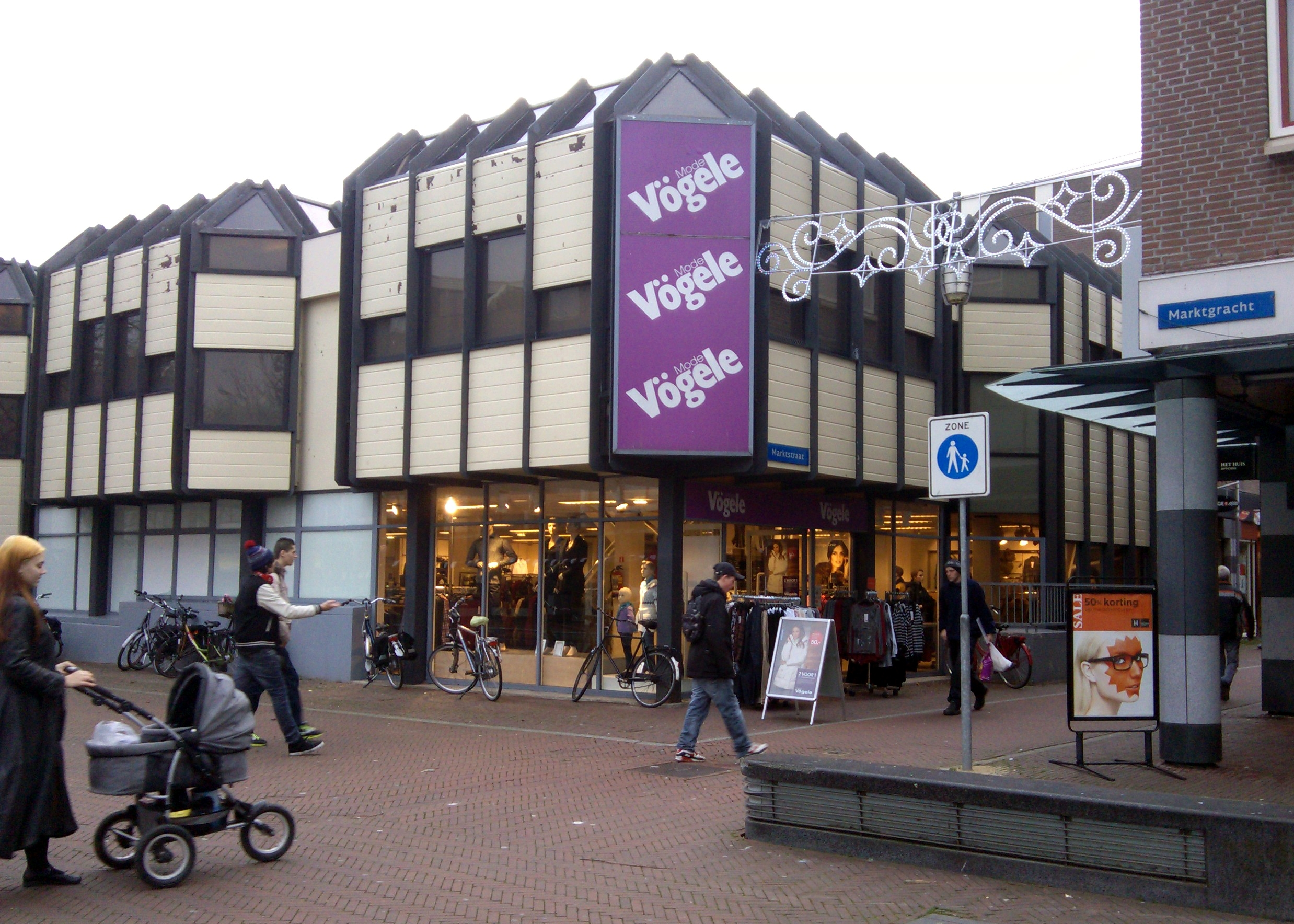
Vögele-Filiale im niederländischen Almere Haven, 2011

Am 19. September 2016 empfahl der Verwaltungsrat den Aktionären einstimmig, das öffentliche Kaufangebot von 6,38 Franken je Aktie, insgesamt also rund 56 Millionen Franken, einer Investorengruppe um den zur Coin-Gruppe gehörenden italienischen Kleiderkonzern OVS anzunehmen. Nach Ende der Angebotsfrist besass die Investorengruppe über die Sempione Retail AG 95,24 Prozent der Charles-Vögele-Aktien.

### Ab 2016: Aufteilung und Umfirmierung
Charles Vögele wurde daraufhin von OVS vom vertikal integrierten Händler in eine reine Verkaufsorganisation transformiert. 2017 wurden 88 der 320 Mitarbeiter am Firmensitz in Pfäffikon SZ in den Abteilungen Einkauf, Design und Budgetierung entlassen. Zudem wurde das Schweizer Filialnetz ausgedünnt. Zuvor waren bereits die Filialen in Polen, Tschechien und Belgien geschlossen worden.
In Deutschland behielt OVS 84 Filialen unter der eigenen Marke Upim. KiK übernahm 32, TEDi 15 und Woolworth 10 Filialen.
Für die niederländischen Niederlassungen mit 95 Filialen und 700 Mitarbeitern wurde kurz danach Insolvenz angemeldet. Im März 2017 übernahm das eigens gegründete Handelsunternehmen Vidrea Retail die niederländische Tochter. Aus einem Bericht des Konkursverwalters geht hervor, dass rund 80 Filialen übernommen werden sollten und dass 90 Prozent der bisher Beschäftigten neue Vertragsangebote gemacht wurden.
Kurz nach dem chinesischen Neujahrsfest Anfang Februar 2017 wurden auch die Vögele-eigenen Einkaufsbüros in Asien geschlossen. 125 Mitarbeitende in Shanghai, Bangladesch und Indien verloren dabei ihre Stelle.
Mitte Mai 2017 wurde nach Januar 2017 das zweite Konsultationsverfahren in der Schweiz angekündigt. Die Lieferungen aus Asien erfolgten ab Sommer 2017 direkt ins italienische Pontenure und wurden von dort in die Filialen von Charles Vögele verteilt. Die Kosten könnten dadurch massiv gesenkt werden, sagte OVS-CEO Stefano Beraldo: „Sie lieferten die Kleider direkt an der Stange in die Läden. Wir können viel mehr liefern, weil wir die Kleider abgepackt ausfahren. Die Lieferung kostete bei Vögele 1.60 Franken pro Stück, bei uns nur 60 Rappen.“
Entgegen der ersten Ankündigung wurde im ersten Halbjahr 2018 nun auch in Österreich das Filialnetz umgebaut. 30 der 125 bisherigen Vögele-Geschäfte sollten geschlossen werden. Am 31. Juli 2018 kündigte die Charles Vögele (Austria) GmbH die Insolvenz an. Laut Sanierungsantrag hatte die Modekette bis zuletzt 102 Filialen, davon 89 Filialen unter der Marke „Charles Vögele“ und 13 unter der Marke „OVS“. 711 Mitarbeiter waren betroffen. Die Geschäftsführung beabsichtigte eine Fortführung des Betriebs. Die Vögele-Schwesterfirma in Slowenien hatte elf, jene in Ungarn hatte 26 Filialen.
Ende Februar 2018 kam es am Hauptsitz in Pfäffikon SZ zum dritten Konsultationsverfahren und zur dritten Massenentlassung, diesmal von 50 Mitarbeitenden. Betroffen waren hauptsächlich die Abteilungen Marketing und IT, welche in Italien zentralisiert wurden.
Im April 2018 übernahm die niederländische Vidrea Retail, die Muttergesellschaft von Witteveen Mode und Miller & Monroe, die Charles-Vögele Deutschland GmbH. Anfang 2017 hatte die Gesellschaft bereits die 72 Niederlassungen von Charles Vögele in den Niederlanden aus der Konkursmasse aufgekauft. Das bedeutete für OVS den vollständigen Rückzug aus dem Deutschlandgeschäft. In Deutschland war Charles Vögele als Discounter positioniert und damit strategisch anders ausgerichtet als in der Schweiz. Im Juni 2019 gab Vidrea Retail seine Insolvenz bekannt.
Bis Ende 2018 wurden sämtliche verbleibenden Filialen von Charles Vögele entweder zu OVS oder Upim umgeflaggt. Dies war das Ende der Marke Charles Vögele.
Rund ein Jahr nach dem Kaufangebot wurde die Aktie (Valor 693777; VCH) der Charles Vögele Holding per 21. September 2017 von der SIX Swiss Exchange dekotiert. Die Besitzer der noch nicht angedienten Aktien erhielten eine Barabfindung von CHF 6,38 je Aktie, entsprechend dem öffentlichen Kaufangebot von Sempione Retail.
Im Mai 2019 wurde bekannt, dass Charles Vögele auch in Österreich Konkurs anmeldete. Zuletzt hatte das Unternehmen dort 57 Filialen und 394 Angestellte gehabt.

## Finanzielle Aspekte der Übernahme
Im Nachhinein warf die Übernahme von Charles Vögele durch Sempione Retail bei Finanzanalysten Fragen auf. Der Verwaltungsrat hatte aufgrund eines unabhängigen Bewertungsgutachtens die finanzielle Angemessenheit des Angebots überprüft und den Entscheid gefällt, das öffentliche Kaufangebot anzunehmen.
Die Fairness Opinion Charles Vögele von Ernst & Young ging u. a. davon aus, dass „Charles Vögele plante, in den kommenden Jahren aus dem bestehenden Liegenschaftsportfolio einige nicht strategische Liegenschaften mit einem Marktwert von ca. CHF 100 Millionen zu veräußern“.
Im öffentlichen Kaufangebot wurde jedoch festgehalten, dass Charles Vögele Mode AG bereits am 16. September 2016 mit einer unabhängigen Drittpartei einen Vermögensübertragungsvertrag abgeschlossen hatte und gemäß diesem ihr Immobilienportfolio – mit Ausnahme der Grundstücke in Galgenen und Sigmaringen – für CHF 169 Millionen veräußern würde. Das 28 500 Quadratmeter große Grundstück in Galgenen wurde praktisch gleichzeitig an den Kosmetikkonzern Estée Lauder verkauft.

## Sozialverantwortung
Die Nichtregierungsorganisation Erklärung von Bern verglich 2010 mittels Umfragen und Internetrecherchen bei 77 Modelabels die Standards der Arbeitsbedingungen in Produktionsländern. Charles Vögele wurde dabei in die Kategorie «Einsteiger» eingestuft, die mittlere von fünf Kategorien.
Im Jahr 2000 wurde das Unternehmen beschuldigt, in Kinderarbeit in Indien involviert gewesen zu sein. 2013 kam erneut Kritik an dem Unternehmen auf, da es Kleidung bei dem Zwischenhändler Rayontex in Bangladesch bestellte, bei dessen Zulieferern Kinderarbeit entdeckt wurde. An die Öffentlichkeit gelangten die Fälle, da eine andere Schweizer Firma die Zulieferer von der Fair Wear Foundation kontrollieren liess. Bei drei Firmen mit rund 2800 Mitarbeitern wurden 49 Kinder unter 16 Jahren entdeckt.